# Libéma Open 2023 - Doppio femminile
Ellen Perez e Tamara Zidanšek sono le detentrici del titolo ma Zidanšek ha deciso di non partecipare a questa edizione del torneo. Perez ha fatto coppia con Nicole Melichar-Martinez, ma sono state sconfitte nei quarti di finale da Greet Minnen e Yanina Wickmayer.
In finale Shūko Aoyama e Ena Shibahara hanno sconfitto Viktória Hrunčáková e Tereza Mihalíková con il punteggio di 6-3, 6-3.

## Teste di serie
1. Elise Mertens /  Demi Schuurs (quarti di finale, ritirate)
2. Nicole Melichar-Martinez /  Ellen Perez (quarti di finale)

1. Shūko Aoyama /  Ena Shibahara (Campionesse)
2. Veronika Kudermetova /  Ljudmila Samsonova (primo turno)

## Wildcard
1. Lesley Pattinama Kerkhove /  Bibiane Schoofs (primo turno)

1. Lexie Stevens /  Eva Vedder (quarti di finale)

## Tabellone

### Legenda
| - Q = Qualificato - WC = Wild card - LL = Lucky loser | - ALT = Alternate - SE = Special Exempt - PR = Protected Ranking | - w/o = Walkover - r = Ritirato - d = Squalificato |

|  | Primo turno | Primo turno                    | Primo turno                    | Primo turno | Primo turno |  |  | Quarti di finale | Quarti di finale            | Quarti di finale         | Quarti di finale          | Quarti di finale     |   |      | Semifinale | Semifinale                            | Semifinale                            | Semifinale                 | Semifinale                 |   |   | Finale | Finale | Finale | Finale | Finale |  |
|  |             |                                |                                |             |             |  |  |                  |                             |                          |                           |                      |   |      |            |                                       |                                       |                            |                            |   |   |        |        |        |        |        |  |
|  | 1           | E Mertens D Schuurs            | E Mertens D Schuurs            | 6           | 6           |  |  |                  |                             |                          |                           |                      |   |      |            |                                       |                                       |                            |                            |   |   |        |        |        |        |        |  |
|  |             | A Krueger E Routliffe          | A Krueger E Routliffe          | 2           | 2           |  |  | 1                | E Mertens D Schuurs         | E Mertens D Schuurs      | E Mertens D Schuurs       |                      |   |      |            |                                       |                                       |                            |                            |   |   |        |        |        |        |        |  |
|  |             | O Kalašnikova A Sasnovič       | O Kalašnikova A Sasnovič       | 6           | 6           |  |  |                  | O Kalašnikova A Sasnovič    | O Kalašnikova A Sasnovič | O Kalašnikova A Sasnovič  | w/o                  |   |      |            |                                       |                                       |                            |                            |   |   |        |        |        |        |        |  |
|  | WC          | L Pattinama Kerkhove B Schoofs | L Pattinama Kerkhove B Schoofs | 2           | 4           |  |  |                  |                             |                          |                           |                      |   |      |            | O Kalašnikova A Sasnovič              | 5                                     | 6                          | [4]                        |   |   |        |        |        |        |        |  |
|  | 4           | V Kudermetova L Samsonova      | 65                             | 7           | [8]         |  |  |                  |                             |                          | V Hrunčáková T Mihalíková | 7                    | 4 | [10] |            |                                       |                                       |                            |                            |   |   |        |        |        |        |        |  |
|  | WC          | L Stevens E Vedder             | 7                              | 65          | [10]        |  |  | WC               | L Stevens E Vedder          | 7                        | 2                         | [7]                  |   |      |            |                                       |                                       |                            |                            |   |   |        |        |        |        |        |  |
|  |             | V Hrunčáková T Mihalíková      | V Hrunčáková T Mihalíková      | 7           | 6           |  |  |                  | V Hrunčáková T Mihalíková   | 5                        | 6                         | [10]                 |   |      |            |                                       |                                       |                            |                            |   |   |        |        |        |        |        |  |
|  |             | M Katō A Sutjiadi              | M Katō A Sutjiadi              | 5           | 2           |  |  |                  |                             |                          |                           |                      |   |      |            | Viktória Hrunčáková Tereza Mihalíková | Viktória Hrunčáková Tereza Mihalíková | 3                          | 3                          |   |   |        |        |        |        |        |  |
|  |             | R van der Hoek R Voráčová      | R van der Hoek R Voráčová      | 4           | 4           |  |  |                  |                             |                          |                           |                      |   |      |            |                                       | 3                                     | Shūko Aoyama Ena Shibahara | Shūko Aoyama Ena Shibahara | 6 | 6 |        |        |        |        |        |  |
|  |             | E Aleksandrova Z Yang          | E Aleksandrova Z Yang          | 6           | 6           |  |  |                  | E Aleksandrova Z Yang       | 7                        | 64                        | [8]                  |   |      |            |                                       |                                       |                            |                            |   |   |        |        |        |        |        |  |
|  |             | M Kolodziejová A Panova        | M Kolodziejová A Panova        | 3           | 3           |  |  | 3                | S Aoyama E Shibahara        | 5                        | 7                         | [10]                 |   |      |            |                                       |                                       |                            |                            |   |   |        |        |        |        |        |  |
|  | 3           | S Aoyama E Shibahara           | S Aoyama E Shibahara           | 6           | 6           |  |  |                  |                             |                          |                           |                      |   |      | 3          | S Aoyama E Shibahara                  | S Aoyama E Shibahara                  | 6                          | 6                          |   |   |        |        |        |        |        |  |
|  |             | G Minnen Y Wickmayer           | G Minnen Y Wickmayer           | 6           | 6           |  |  |                  |                             |                          | G Minnen Y Wickmayer      | G Minnen Y Wickmayer | 4 | 3    |            |                                       |                                       |                            |                            |   |   |        |        |        |        |        |  |
|  |             | A Dețiuc J Malečková           | A Dețiuc J Malečková           | 2           | 2           |  |  |                  | G Minnen Y Wickmayer        | 7                        | 2                         | [10]                 |   |      |            |                                       |                                       |                            |                            |   |   |        |        |        |        |        |  |
|  |             | Y Bonaventure K Flipkens       | Y Bonaventure K Flipkens       | 3           | 2           |  |  | 2                | N Melichar-Martinez E Perez | 63                       | 6                         | [8]                  |   |      |            |                                       |                                       |                            |                            |   |   |        |        |        |        |        |  |
|  | 2           | N Melichar-Martinez E Perez    | N Melichar-Martinez E Perez    | 6           | 6           |  |  |                  |                             |                          |                           |                      |   |      |            |                                       |                                       |                            |                            |   |   |        |        |        |        |        |  |